# Aircel Chennai Open 2010
Aircel Chennai Open 2010 var en tennisturnering som under 2010 ingick i herrarnas ATP-tour. Turneringen ingick i kategorin ATP 250 Series. 2010 års upplaga blev den 15:e i ordningen. Mästaren i herrarnas singel blev Marin Čilić från Kroatien.
Turneringen spelades i Chennai i Indien.

## Seedning

### Herrsingel
| 1. Robin Söderling (Första omgången) 2. Marin Čilić (Mästare) 3. Stanislas Wawrinka (Semifinal) 4. Janko Tipsarević (Finalist) | 1. Dudi Sela (Semifinal) 2. Simon Greul (Första omgången) 3. Michael Berrer (Kvartsfinal) 4. Rajeev Ram (Första omgången) |

### Herrdubbel
| 1. Eric Butorac Rajeev Ram (Första omgången) 2. Marcel Granollers Santiago Ventura (Mästare) | 1. Mahesh Bhupathi Rohan Bopanna (Kvartsfinal) 2. Rik de Voest Scott Lipsky (Första omgången) |

## Tävlingar

### Herrsingel
Marin Cilic bes.  Stanislas Wawrinka

### Herrdubbel
Marcel Granollers /  Santiago Ventura bes.  Yen-Hsun Lu /  Janko Tipsarevic